# Гора Пневиц
Гора Пневиц — село в Калязинском районе Тверской области России, входит в состав Нерльского сельского поселения.

## География
Село расположено в 38 км на юго-восток от центра поселения села Нерль и в 63 км на юго-восток от города Калязин.

## История
В писцовых книгах 1628—1629 годов значится в Пневицком стане погост Пневицы, а на погосте деревянная церковь Николая Чудотворца, другая церковь Рождества Пресвятой Богородицы развалилась. В патриарших окладных книгах отмечена в Пневицах церковь Рождества Пречистой Богородицы. В переписных книгах 1705 года погост в Пневицах назван Рождество Богородицким. Вблизи погоста находилась деревня Горы, половина этой деревни принадлежала Михаилу Семенову Вельяминову-Зернову (а до него в 1678 году Василию Дорофееву Губареву), на его половине было 9 крестьянских дворов, в которых жило 47 человек. Другая половина принадлежала помещику Губареву, в ней было 10 крестьянских дворов с населением в 47 душ мужского пола. В 1711 году в Пневицком погосте была построена новая церковь во имя Рождества Пресвятой Богородицы с приделом в честь святого Николая Чудотворца. Эта церковь существовала до 1789 года, когда прихожанами церковь была перестроена и вновь освящена в честь того же праздника и того же святого. В 1795 году вместо деревянной церкви в Пневицах построен был каменный храм с колокольней. Первоначально в новом храме устроено было два престола: в холодном в честь Рождества Пресвятой Богородицы, в приделе теплом во имя святого Николая Чудотворца, в 1830 году в трапезе устроен был другой престол во имя святого апостола Иоанна Богослова в память сгоревшей церкви того же имени в селе Зарое. Приход состоял из села Гор-Пневиц и деревень: Старова, Конякина, Подольца, Окулова, Юрцова. С 1884 года при церкви существовала церковно-приходская школа, учащихся в 1893 году было 20.
В конце XIX — начале XX века село входило в состав Хмельниковской волости Переславского уезда. В 1905 году в селе числилось 55 дворов.

## Население
| 1859 | 1905 | 2002 | 2010 |
| ---- | ---- | ---- | ---- |
| 347  | ↘288 | ↘17  | ↘14  |

## Достопримечательности
В селе расположена находящаяся в аварийном состоянии Церковь Рождества Пресвятой Богородицы (1795).